# Liste der Kulturdenkmäler in Hamburg-Hausbruch
Die Liste der Kulturdenkmäler in Hamburg-Hausbruch enthält die in der Denkmalliste ausgewiesenen Denkmäler auf dem Gebiet des Stadtteils Hausbruch der Freien und Hansestadt Hamburg.
Basis ist der Datensatz Denkmalliste Hamburg auf dem Transparenzportal Hamburg. Dieser enthält alle Objekte, die rechtskräftig nach dem Hamburger Denkmalschutzgesetz vom 5. April 2013 unter Denkmalschutz stehen (§ 6 Abs. 1 DSchG HA) oder zumindest zeitweise standen. Die Denkmalliste steht auch als PDF-Dokument zur Verfügung. Alle Denkmäler in Hausbruch, die schon nach dem Denkmalschutzgesetz vom 3. Dezember 1973, zuletzt geändert am 27. November 2007, unter Denkmalschutz standen, sind auch auf der Liste der Kulturdenkmäler im Hamburger Bezirk Harburg zu finden.

## Legende
- ID: Gibt die vom Denkmalschutzamt Hamburg vergebene Objekt-ID (Identifikationsnummer) des Kulturdenkmals an, (in Klammern gegebenenfalls die Denkmalnummer nach altem Denkmalschutzgesetz).
- Adresse: Nennt den Straßennamen und, wenn vorhanden, die Hausnummer des Kulturdenkmals. Die Grundsortierung der Liste erfolgt nach dieser Adresse.
- Art: Zeigt an, ob es ein Objekt („O“) oder ein Ensemble („E“) ist.
- Datierung: Gibt die Datierung an; das Jahr der Fertigstellung bzw. den Zeitraum der Errichtung.
- Ensemble: Gibt die Nummer des Ensembles an, zu der das Objekt gehört, bzw. bei Ensembles die Nummer des Ensembles selbst.

Hinweis: Die Grundsortierung der Liste erfolgt nach der Adresse und ist alternativ nach ID, Art (Objekt oder Ensemble), Typ, Datierung, Entwurf oder Kurzbeschreibung sortierbar.

| ID           | Adresse                                                    | Art | Typ                                      | Kurzbeschreibung               | Datierung                                | Entwurf                     | Ensemble | Bild |
| ------------ | ---------------------------------------------------------- | --- | ---------------------------------------- | ------------------------------ | ---------------------------------------- | --------------------------- | -------- | ---- |
| 27888        | August-Schlicka-Weg 5 (Lage)                               | O   | Einfamilienhaus                          |                                | 1909                                     | Vortmann, Wilhelm           |          |      |
| 23059        | Bredengrund 17 (Lage)                                      | O   | Einfamilienhaus                          |                                | 1956/57                                  | Köppen, Wolfgang            |          |      |
| 23063        | Cuxhavener Straße 174 (Lage)                               | O   | Mehrfamilienhaus                         |                                | 1929                                     | Schnell, Eugen              |          |      |
| 27883        | Cuxhavener Straße 192 (Lage)                               | O   | Verwaltungsgebäude                       | Ortsamt Harburg, ehem.         | 1924                                     | Trahn, Karl                 |          |      |
| 23064        | Lange Striepen 1 (Lage)                                    | O   | Kirchengebäude                           | Thomaskirche                   | 1959                                     | Aldag, Willy                |          |      |
| 27887        | Neugrabener Heideweg 105 (Lage)                            | O   | Villa (Sommerhaus)                       |                                | 1913                                     | Geffken, H.                 |          |      |
| 27886        | Neuwiedenthaler Straße 156a, 156b (Lage)                   | O   | Wohnwirtschaftsgebäude                   |                                | 18. Jh., 2. Hälfte                       | o. A.                       |          |      |
| 31237        | Neuwiedenthaler Straße 168, 169, 170, 172, 174, 176 (Lage) | E   | Wasserwerk                               | Grundwasserwerk Süderelbmarsch | 1891/92, erweitert 1900/02 und 1907/08   |                             | 31237    |      |
| 27885        | Neuwiedenthaler Straße 168 (Lage)                          | O   | Einfamilienhaus                          |                                | 1955                                     | Gärtner, E.A.               | 31237    |      |
| 27884        | Neuwiedenthaler Straße 169 (Lage)                          | O   | Wasserwerk (Grundwasserwerk)             | Grundwasserwerk Süderelbmarsch | 1956                                     | Bauabteilung der HWW        | 31237    |      |
| 27889        | Neuwiedenthaler Straße 170, 172 (Lage)                     | O   | Doppelhaus                               |                                | 1955                                     | Gärtner, E.A.               | 31237    |      |
| 27890        | Neuwiedenthaler Straße 174, 176 (Lage)                     | O   | Doppelhaus                               |                                | 1955                                     | Gärtner, E.A.               | 31237    |      |
| 31048        | Schanzengrund 1, 1a (Lage)                                 | E   |                                          | Schanzengrund 1, 1a            |                                          |                             | 31048    | BW   |
| 27882        | Schanzengrund 1 (Lage)                                     | O   | Einfamilienhaus (Landhaus)               |                                | 1921                                     | Theil, Eduard/Theil, Ernst  | 31048    |      |
| 23062        | Schanzengrund 1a (Lage)                                    | O   | Einfamilienhaus                          |                                | 1951                                     | Stahmann, Johannes Barthold | 31048    | BW   |
| 23061        | Schanzengrund 7 (Lage)                                     | O   | Sommerhaus (Landhaus (nach Erweiterung)) |                                | 20. Jh., Anfang (urspr.); 1930/31 (Erw.) | Schmidt, Kurt Felix         |          |      |
| 23060 (1636) | Schanzengrund 28 (Lage)                                    | O   | Villa                                    |                                | 1907                                     | Schulze, C.                 |          |      |